# ان‌جی‌سی ۵۰۰
ان‌جی‌سی ۵۰۰ (انگلیسی: NGC 500) نام یک کهکشان عدسی در صورت فلکی ماهی است.